# Ziaur Rahman
Ziaur Rahman (bengali: জিয়াউর রহমান Ziaur Rôhman), född 19 januari 1936 i Bogra, död 30 maj 1981 i Chittagong, var en bangladeshisk militär och politiker, grundare av Bangladeshs Nationalistparti och Bangladeshs president 1977-1981. I folkmun är han även kallad Zia.
Rahman kom i det politiska rampljuset efter militärkuppen i august 1975 då Mujibur Rahman dödades. Han utsågs till arméstabschef av den nye presidenten Khundaqar Mushtaq Ahmed och fick ytterligare inflytande under president Abu Sadat Mohammad Sayem. När Sayem av hälsoskäl avgick från presidentposten i april 1977 var Rahman den uppenbara efterträdaren. Han utlovade reformer och en återgång till demokratiska val, men ett kuppförsök i november 1977 ledde till förseningar i de planerade reformerna. Ett presidentval genomfördes 1978, som Rahman vann, och 1979 genomfördes parlamentsval. Under hans tid som president förbättrades relationerna till Pakistan, men relationen till Indien fortsatte att vara spänd.
I maj 1981 dödades Rahman i ett kuppförsök lett av generalmajor Mohammad Abdul Manzoor. Han efterträddes som president av Abdus Sattar.
Hans änka Begum Khaleda Zia har varit Bangladeshs premiärminister tre gånger.